# Эль-Гезира
Эль-Гези́ра (египетско-суданский диалект, ад-Джази́ра араб. الجزيرة‎ «Остров», англ. Gezira), также Гези́ра — одна из 18 провинций (вилаятов) Судана.
- Территория 23 373 км².
- Население 3 575 280 человек (на 2008 год).

Административный центр — город Вад-Медани.
Это хорошо населённая область, подходящая для сельского хозяйства. Регион известен культивацией гезиры — длинноволокнистого хлопка высшего качества. Всего под угодья отведено более 10 тысячи км² земли. В 1920-е годы британцы начали воплощать здесь программу по созданию ирригационных систем «проект Гезира», что стало возможным благодаря окончанию строительства Сеннарской плотины в 1925 году. Первоначально финансируемая частным капиталом, в 1950 году она была национализирована. Максимальные урожаи хлопка пришлись на 1970-е годы, в 1990-х годах треть занимаемой хлопком земли отошла под посевы пшеницы.

## Административное деление

Административное деление провинции

Провинция делится на 7 округов (дистриктов):
1. Восточная Аль-Гезира (Al Gazira East)
2. Южная Аль-Гезира (Al Gazira South)
3. Аль-Хасахиса (Al Hasahisa)
4. Аль-Камлин (Al Kamlin)
5. Аль-Манагиль (Al Managil)
6. Ум-Альгора (Um Algora)
7. Вад-Мадани-аль-Кобра (Wad Madani Al Kobra)